# Nieuwe Molen (Hekelgem)
De Nieuwe Molen of Molen De Vis is een windmolen in het Belgische Hekelgem. De molen staat op Hoog-Boekhout, op de westflank van de Molenberg te Hekelgem. De molen werd gebouwd in 1827-1828 door Jan-Baptist De Vis uit Meldert. De Nieuwe Molen deed grotendeels dienst als graanmolen, maar tijdelijk, rond 1870 deed hij ook dienst als oliemolen. De molen kon ook ingezet worden voor het malen van haver en boekweit.

## Geschiedenis
De verschillende installaties die sinds 1869 in werking waren, staakten hun bedrijvigheid in 1920. Van 1883 tot 1913 werd bij windstilte een stoommachine gebruikt. Tijdens deze periode deed de kracht van de wind een pomp werken die de stoommachine, de stal en de woning van water voorzag. Vanaf 1913 werd de stoommachine niet meer gebruikt omwille van de grote kosten en draaide de molen opnieuw alleen door de kracht van de wind. De stoomketel bleef ter plaatse en voorzag de vergaarbak en de stal van water tot het einde van Tweede Wereldoorlog. In 1928 verving een oliemotor de kracht van de wind. Op zijn beurt werd de oliemotor door een elektrische motor vervangen.
Tot op vandaag bleef de molen eigendom van de familie De Vis. De molen is vervallen en heeft een zwaar gehavende molenromp. Sinds 1952 werd hij buiten gebruik genomen, beschermd op 27 september 1943 maar in 1992 werd de bescherming weer opgeheven.
Rond 1960 werd er aan restauratie gedacht, er kwam echter niets van in huis. Er rest nu nog de romp waarop de verweerde daklijsten aanwezig zijn.
Het molenhuis dat ooit werd bewoond door de heemkundige professor Henri De Vis, bleef bewaard.
- Inventaris van het Bouwkundig Erfgoed (Vlaanderen): 38851